# Réserve naturelle nationale d'Iroise
Pour les articles homonymes, voir Iroise.
La réserve naturelle nationale d'Iroise (RNN108) est une réserve naturelle nationale située au nord de l'Iroise dans l'archipel de Molène à l'ouest de la Bretagne. Classée en 1992, elle occupait alors une surface de 39,4 ha et comprenait trois îles, Balanec, Bannec et Trielen ainsi que leurs annexes. Une extension du périmètre à 1 129 ha est intervenue en 2021. Celui-ci comprend 120,58 ha de partie terrestre et 1 008,41 ha de partie maritime.

## Localisation

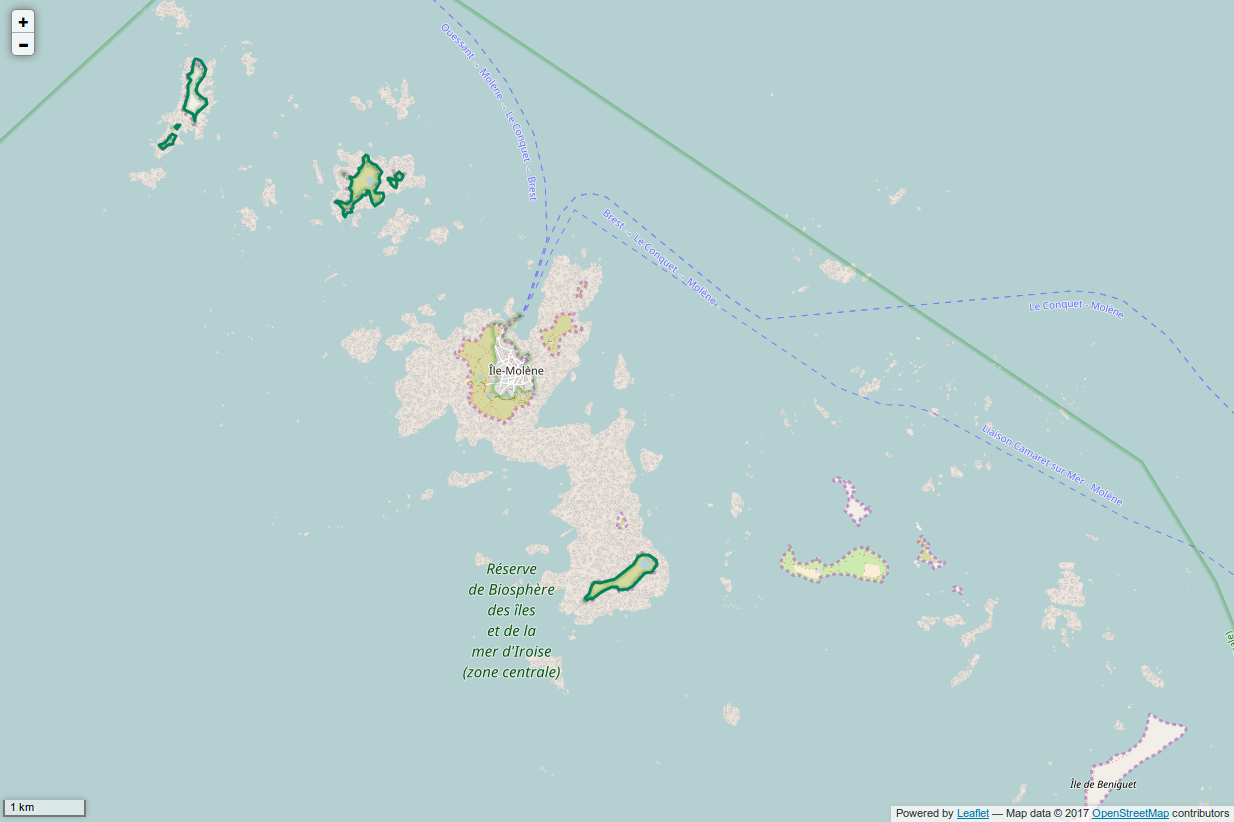
Périmètre de la réserve naturelle.

Le territoire de la réserve naturelle se trouve dans le département du Finistère sur la commune du Conquet. Il s'étend sur 39,5 hectares et comprend trois îles de l'archipel de Molène : Balanec, Bannec et Trielen ainsi que leurs annexes. Les trois îles sont cadastrées sur la commune du Conquet, mais la commune Île-Molène est aussi concernée par sa gestion.

## Histoire du site et de la réserve

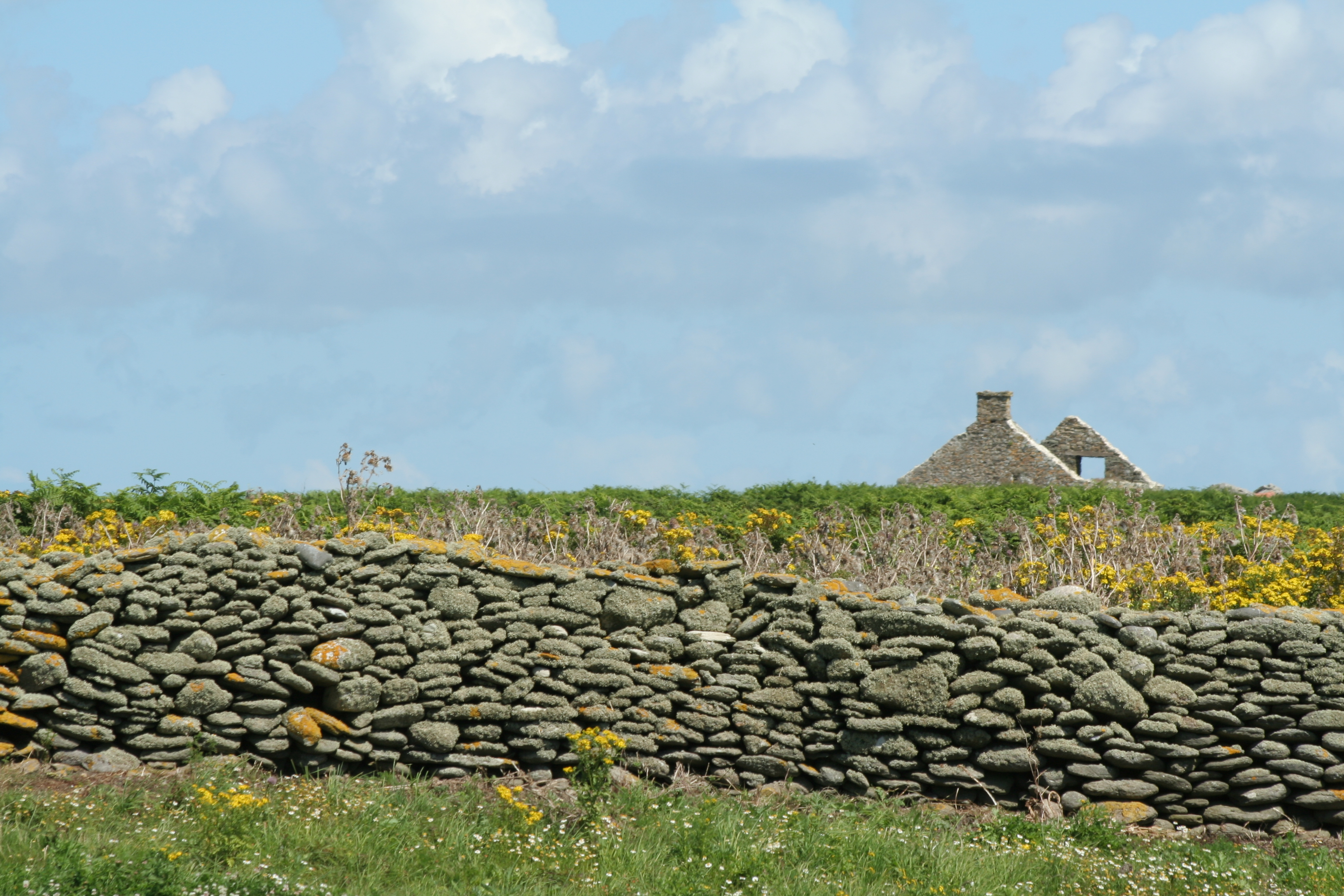
Mur à Trielen

Les îles de la réserve naturelle ont été anciennement habitées et façonnées par l'homme. On y découvre encore des vestiges du passé : corps de ferme et abris de goémoniers aujourd'hui en ruines, murets de pierres sèches délimitant les parcelles autrefois cultivées, fours à goémon… Des trois îles de la réserve, Balaneg a été la dernière occupée, jusque dans les années 1970.
En 1972, le Conseil général du Finistère acquiert les 3 îles et leurs annexes. En 1976, la gestion des îlots est confiée à la SEPNB, précurseur de Bretagne Vivante. Avec le statut de réserve naturelle créé en 1992, les oiseaux ont remplacé les hommes comme résidents. Le premier plan de gestion a été validé en 1998. La même année est ouverte la Maison de l'environnement insulaire sur Molène, et un second garde-technicien est embauché. Depuis 2017, le Parc naturel marin d'Iroise est gestionnaire de la réserve.

Panorama de l'île de Trielen

## Écologie (Biodiversité, intérêt écopaysager…)
Protégées d'une fréquentation excessive et exemptes de prédateurs terrestres, les îles de la réserve naturelle d'Iroise sont considérées comme une zone refuge pour les oiseaux marins et côtiers, qui y trouvent des milieux favorables à la nidification. La réserve abrite ainsi, entre autres espèces, quelque 600 à 700 couples d'océanite tempête, soit près des trois-quarts de la population nicheuse française.
Mais la végétation des îlots, adaptée aux vents et aux embruns, présente également un caractère original et remarquable, tout comme les formations littorales typiques de l'archipel de Molène que sont les cordons de galets ou les blocs rocheux,.

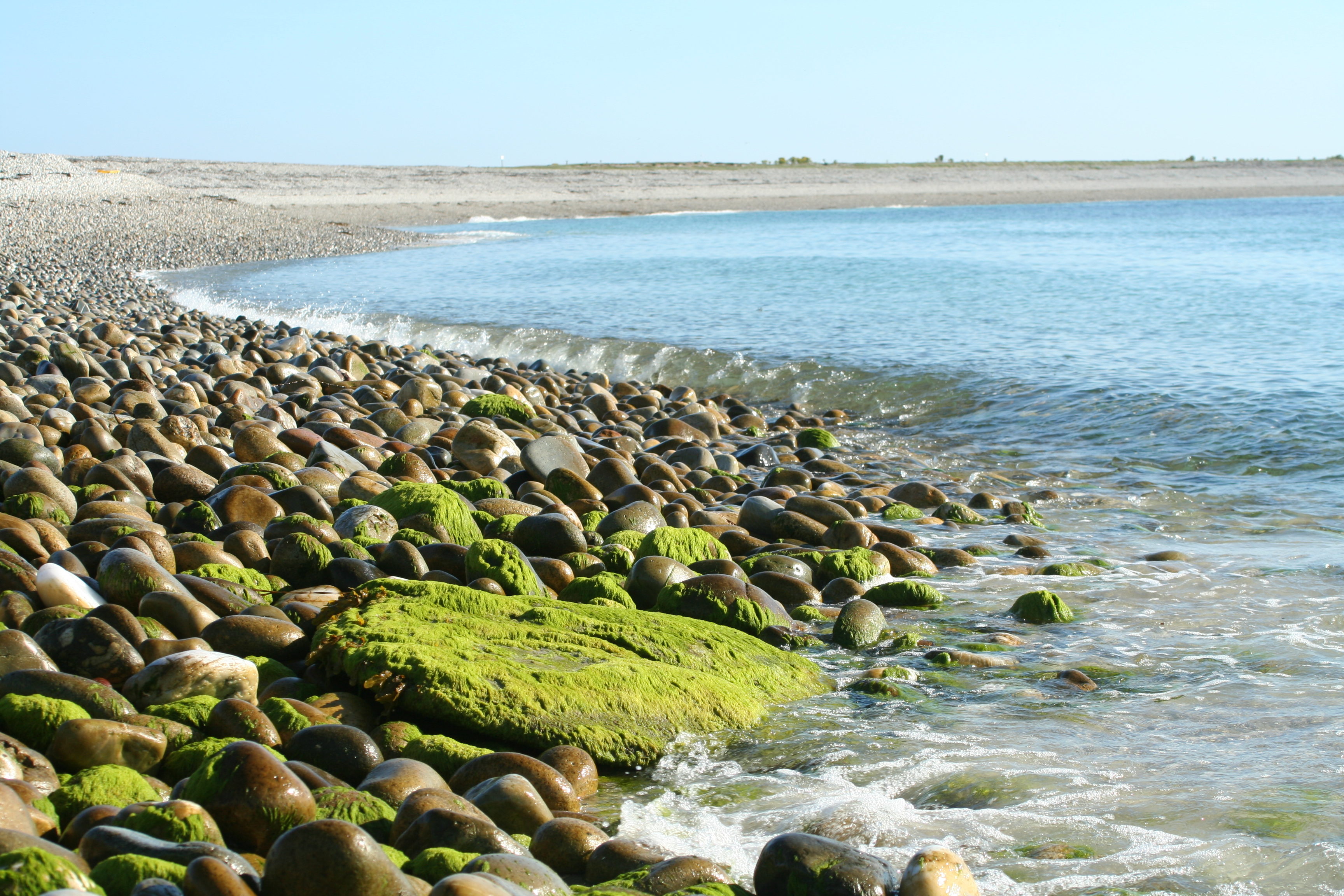
Plage de galets sur Béniguet

### Flore

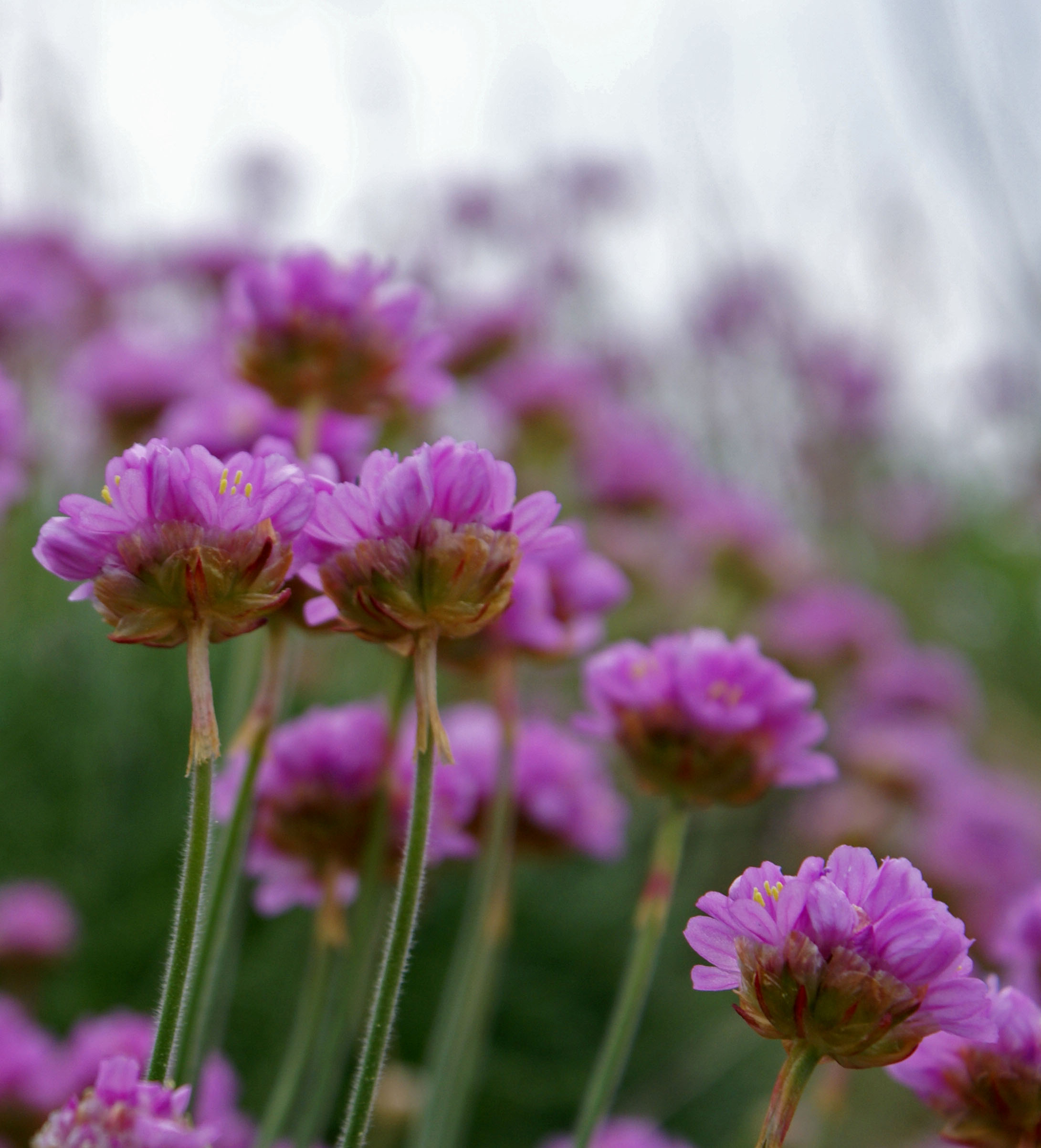
Armérie maritime

Points culminants d’un vaste plateau immergé délimité par des vallées sous-marines, dont les fameux chenaux du Four et du Fromveur, les îles s'élèvent de quelques mètres seulement au-dessus du niveau de la mer. Elles ont été sculptées par la houle et le vent 
et laissent apparaître des paysages originaux et caractéristiques : dunes, cordons de galets, tombolos, loc’hs (étangs arrière littoraux), ou encore micro-falaises…
Cette diversité de milieux physiques a conduit au développement d'une mosaïque de paysages floristiques, chaque association végétale étant adaptée aux contraintes particulières de son milieu. Les formations les plus originales sont celles liées au caractère maritime du milieu, et présentent sur les îlots de la réserve une typicité et un état de conservation exceptionnels.
On peut distinguer la flore des falaises littorales, où dominent l’armérie maritime, la fétuque pruineuse et la cochléaire officinale, de celle des cordons de galets avec la bette maritime, la matricaire maritime, la douce-amère prostrée ou la rare oseille des rochers. Les pelouses voient s'épanouir le lotier corniculé et le thrichomane remarquable. Traces d’activités agricoles à présent abandonnées, des friches de ronces et fougères aigles, d’orties et de chardons se sont également développées sur Trielen et Balanec.

### Faune

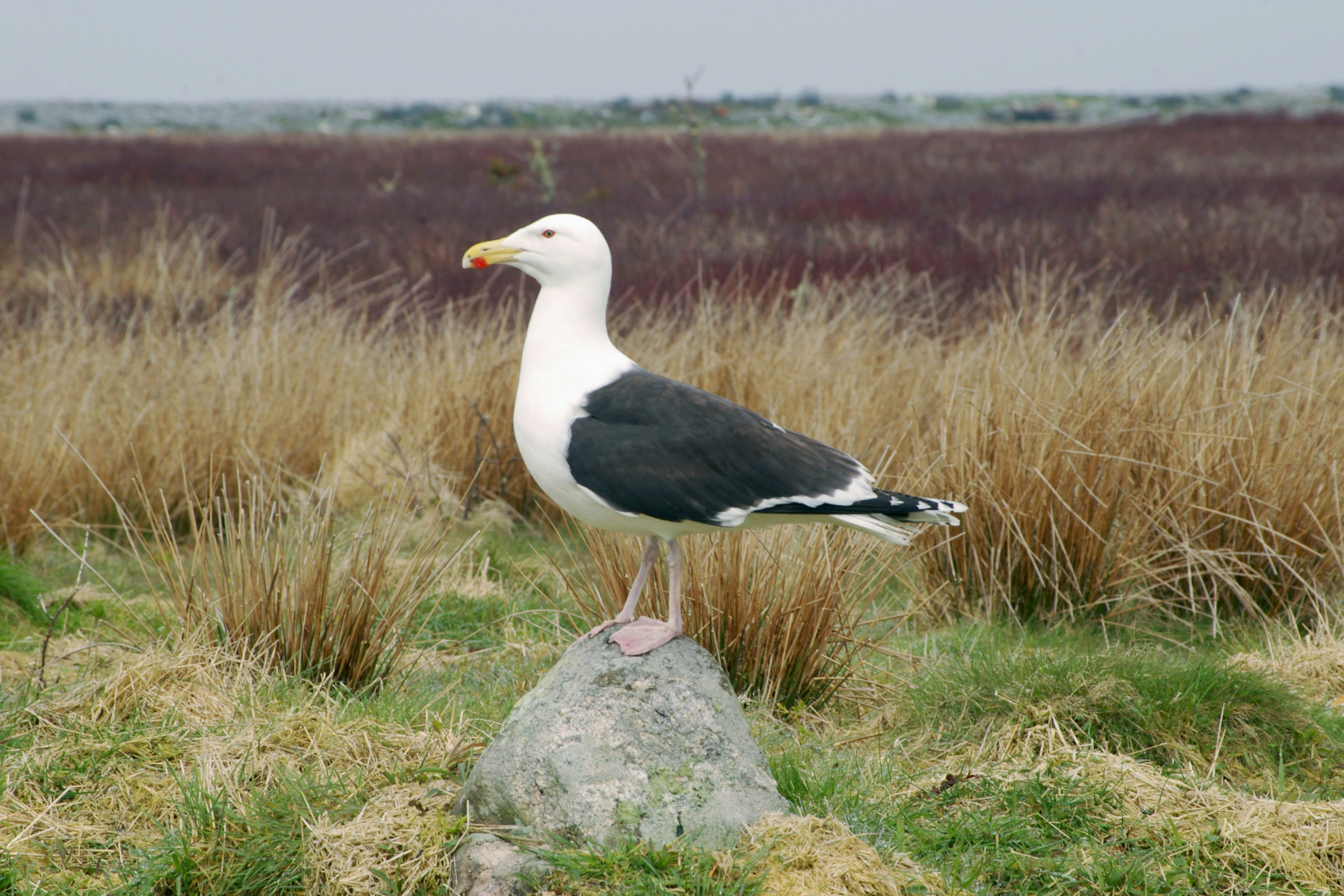
Goéland marin

Les oiseaux marins nicheurs constituent le plus fort intérêt conservatoire, au regard des effectifs et de la diversité des espèces présentes. Le centre des îles est peuplé par des colonies plurispécifiques de goélands (argentés, bruns et marins), les limicoles côtiers (huîtrier pie et grand gravelot) et les sternes naines et pierregarin se partagent les hauts de plage et les pelouses littorales rases, alors que les falaises et les pitons rocheux sont occupés par les cormorans huppés et les grands cormorans.
L’île de Bannec constitue l’île la plus originale et la plus riche du point de vue de l’avifaune, puisqu'elle abrite notamment plusieurs centaines de couples d’océanite tempête – première colonie française – et quelques dizaines de couples du puffin des Anglais. L’archipel de Molène est aussi un important site d’alimentation ou de halte migratoire.
Parmi les mammifères, on observe la musaraigne des jardins, le lapin et, beaucoup plus rarement, la loutre d’Europe. Les îles de la réserve peuvent aussi exceptionnellement être choisies comme sites de mise bas par les phoques gris qui fréquentent les eaux de l’archipel comme le grand dauphin. En revanche, aucun reptile ou amphibien n’est présent.

## Intérêt touristique et pédagogique
La Maison de l'environnement insulaire, située sur l'île Molène, permet de découvrir ces espaces sans avoir à débarquer sur ces îles, qui présentent un accès difficile (pas de cale de débarquement, mouillage précaire).

## Administration, Plan de gestion, règlement
Entre 1992 et 2016, les îles, propriété du conseil général du Finistère, ont été gérées par une association type loi de 1901 : Bretagne Vivante, afin de préserver leurs ressources naturelles et les populations d'oiseaux qui y résident ou s'y reproduisent. Depuis le 1er octobre 2016 la réserve naturelle est gérée (avec des objectifs de gestion dédiés, spécifiques à une réserve naturelle) directement par l'équipe du Parc naturel marin d'Iroise qui a repris le personnel de l'association chargée de la gestion des iles. Le travail partenarial avec Bretagne Vivante se poursuit à travers une convention.
Depuis janvier 2019, l'extension de la réserve à l'ensemble des iles et ilots non habités de l'archipel de Molène est en cours. Cette extension permettra de protéger les espèces et habitats présents sur le milieu terrestre et sur les estrans (zones de nidification, reposoirs à phoques...). Après une première phase de concertation, le processus administratif est engagé.

### Outils et statut juridique
La réserve naturelle a été créée par un décret du 12 octobre 1992.
Le décret du 4 septembre 2021 étend le périmètre à 1 129 ha en ajoutant 1 008,41 ha de partie maritime aux 120,58 ha de partie terrestre.
Le domaine maritime de la réserve naturelle d'Iroise a été classé en Zone de Protection Spéciale (ZPS) FR5310040 en juin 1988  car c'est une zone de reproduction pour plusieurs espèces d'oiseaux.
Les trois îles sont intégrées dans la réserve de biosphère de mer d'Iroise, qui fait travailler de façon collective les nombreux gestionnaires d'espaces naturels (l'association Bretagne Vivante pour les îlots, le Conservatoire du littoral, l'Office national de la chasse et de la faune sauvage, des propriétaires privés et publics...)  le Parc naturel marin d'Iroise pour l'espace maritime et le Parc naturel régional d'Armorique pour l'espace terrestre.

### Réglementation
Elle interdit les prélèvements (chasse, cueillette) sur les îles et permet d'en contrôler l'accès, notamment durant les périodes de reproduction des oiseaux.